# Ngày Thống nhất
Ngày lễ 30 tháng 4, tên chính thức là Ngày Giải phóng Miền Nam, thống nhất đất nước, Ngày Chiến thắng, Ngày Thống nhất là một ngày lễ quốc gia của Việt Nam, đánh dấu sự kiện chấm dứt Chiến tranh Việt Nam khi Tổng thống Dương Văn Minh và Thủ tướng Vũ Văn Mẫu của Việt Nam Cộng hòa tuyên bố đầu hàng vô điều kiện Chính phủ Cách mạng lâm thời Cộng hòa miền Nam Việt Nam vào trưa ngày 30 tháng 4 năm 1975. Ngày này là kết quả trực tiếp của Chiến dịch Mùa Xuân năm 1975 và là một mốc quan trọng trong lịch sử Việt Nam.
Sự kiện 30 tháng 4 diễn ra sau khi tất cả công dân và binh lính Mỹ cùng với hàng ngàn người Việt phục vụ cho chính thể Việt Nam Cộng hòa ở miền Nam Việt Nam di tản khỏi Sài Gòn. Năm 1976, Việt Nam chính thức tuyển cử bầu Quốc hội thống nhất và Sài Gòn đổi tên thành Thành phố Hồ Chí Minh, theo tên của cố Chủ tịch Việt Nam Dân chủ Cộng hoà Hồ Chí Minh.
Hằng năm, tại Việt Nam có rất nhiều hoạt động được tổ chức để kỷ niệm ngày này. Nó còn là ngày nghỉ lễ quốc gia, được ghi trong các văn bản pháp luật với tên gọi "Ngày Chiến thắng".

## Thư viện ảnh

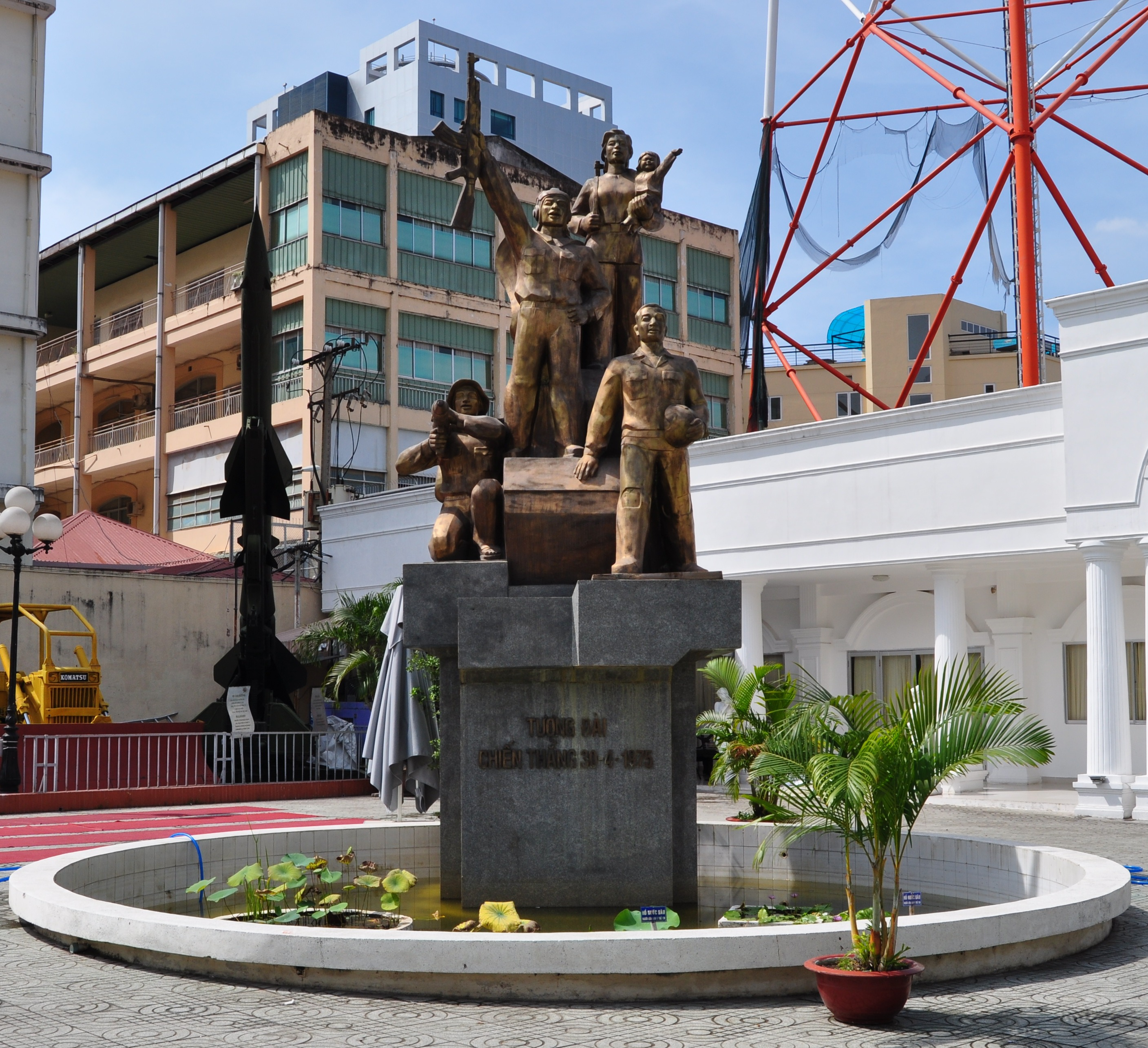
Tượng Đài Chiến thắng 30-4-1975 tại Bảo tàng Chiến dịch Hồ Chí Minh
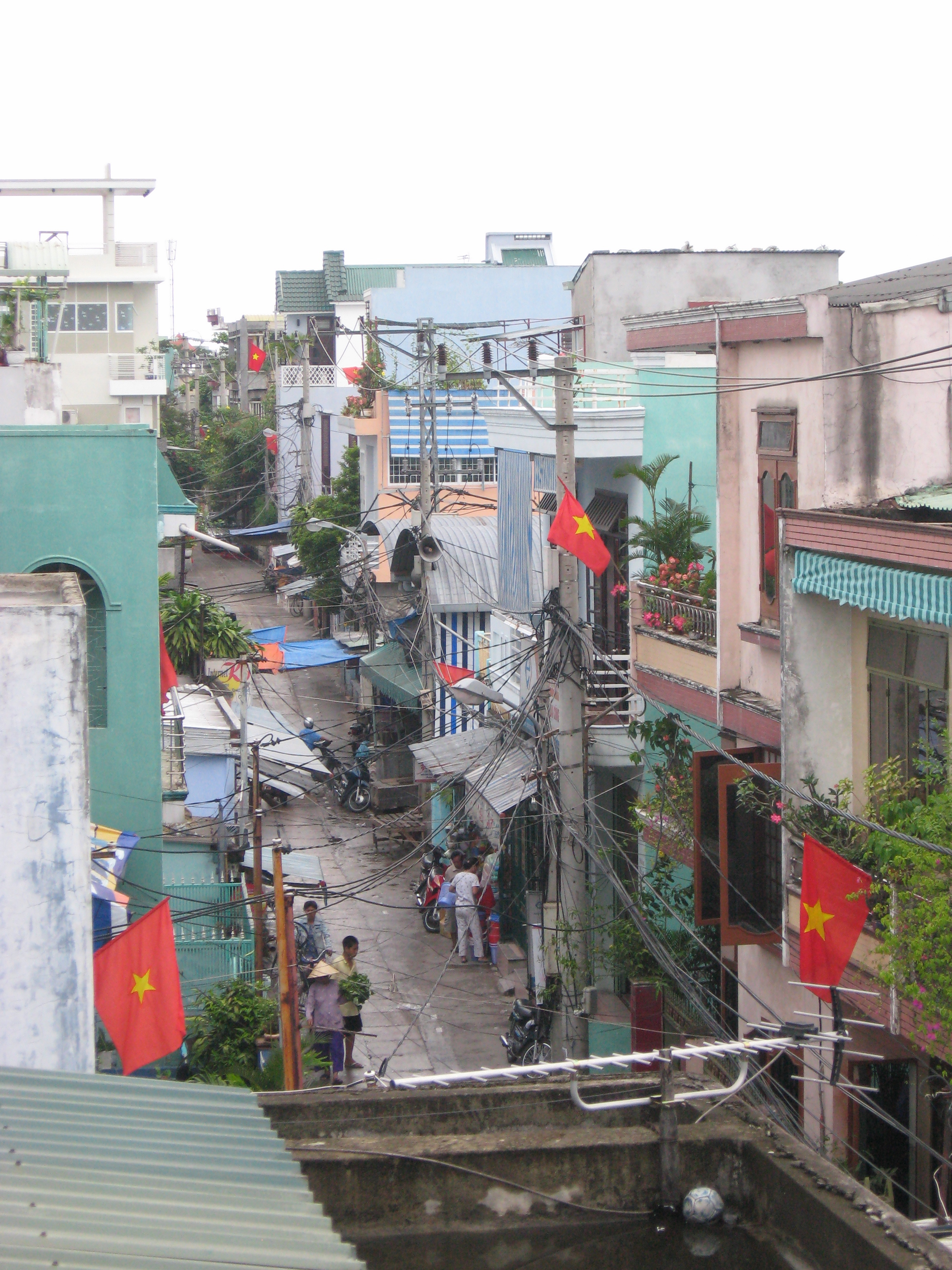
Một con đường ở Đà Nẵng, Việt Nam treo cờ để kỷ niệm Ngày Thống Nhất.
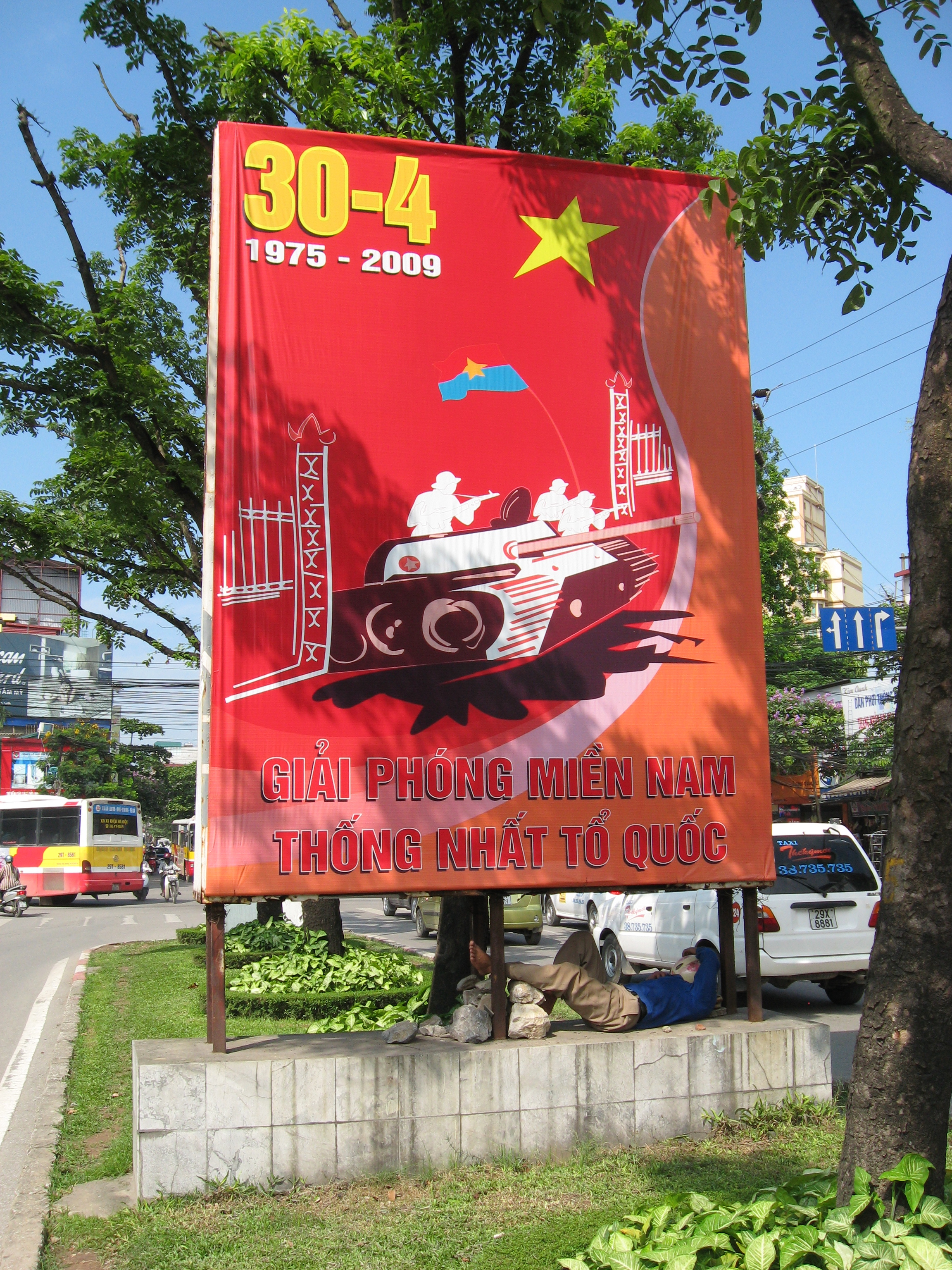
Một áp phích ở Hà Nội năm 2009 vẽ khoảnh khắc xe tăng Quân Giải phóng miền Nam Việt Nam tiến công vào Dinh Độc Lập ngày 30 tháng 4 năm 1975